# 冠小海雀
冠小海雀（学名：Aethia cristatella）是海雀科的一种海鸟，身高约9英寸，羽毛为黑褐色或黑色，在繁殖季节，眼后会出现白色羽毛，头顶有一卷弯向前方的羽毛。喙为亮橙色，尾短，脚为黑色，有蹼。分部于阿拉斯加海岸地区，在开阔的海域过冬。以浮游生物为食。
凤头海雀体重约259.36克，翼长约139.4毫米，嘴峰长约21.1毫米，喙宽度约6.1毫米，喙厚度约10.9毫米，跗蹠长约27.4毫米，尾长约38毫米。凤头海雀是候鸟，其栖息在开放的海洋及海岛环境中，食性为肉食性，主要食物来源是水生动物。
凤头海雀繁殖于阿拉斯加西部和东西伯利亚；冬季南至日本。该物种是单型物种，没有亚种分化。
初春時，雄鳥會膨起羽毛、露出頭上彎曲的羽冠並發出叫聲來求偶。若雌鳥對雄鳥產生好感，便會與其做出相同動作，並以鳥喙觸碰彼此。然後二者會把頸部纏繞在一起，接著在海上交配。:26